# Henclófalva
Henclófalva (1899-ig Henzlova, szlovákul: Henclová) község Szlovákiában, a Kassai kerület Gölnicbányai járásában. A település mai formájában 1921-ben jött létre Henclófalva (Huta) és Lassúpatak egyesítéséből.

## Fekvése
Iglótól 28 km-re délre, Gölnicbányától 36 km-re délnyugatra fekszik.

## Története
Lassúpatak (Stelbach) a 14. században, német bányásztelepülésként keletkezett. 1344-ben „Lassyupatak” néven említik először. 1498 és 1527 között vaskohója is volt. 1556-ban Bebek Ferenc katonáival leromboltatta, ennek a támadásnak estek áldozatul vaskohói is. Ezután a bányászat termelése visszaesett és már nem érte el a korábbi szintet. A 18. században települt be újra, a Szepesi-Magura környékéről érkező telepesekkel. A település új lakói főként földműveléssel, állattenyésztéssel, részben bányászattal foglalkoztak.
Henclovát (Hutát) 1548-ban említik a források először. A Bebek család birtokain jött létre. Míg Lassúpatak Szepes vármegye részét képezte, Huta Gömör vármegye része volt. A két települést csak egy patak választotta el egymástól.
A 18. század végén Vályi András így írt a két településről:„HENSLOVA. Elegyes falu Gömör Várm. földes Ura G. Andrásy Uraság, fekszik Betlérhez 4 órányira, az Uraság itt lakik egy régi mód szerént fel épűltt Kastéllyában.”
„STELBACH. Szabad puszta Gömör Várm. földes Ura Gr. Andrási Uraság, fekszik Vagendriszlnek szomszédságában, mellynek filiája.”
A 19. század közepén Fényes Elek leírásában: „Henczlova, kis tót falu, Gömör és Kis-Hont egyesült vmegyékben, ut. p. Rosnyóhoz északra 5 órányira: 252 lak., kicsiny sovány határral. F. u. gr. Andrásy.”
„Stilbach, puszta, Szepes vmegyében, Wagendrüssel fiókja, 354 bányász és favágó lakosokkal.”
Borovszky Samu monográfiasorozatának Gömör-Kishont vármegyét tárgyaló része szerint: „Henzlova, a hasonnevű völgyben fekvő tót kisközség, 53 házzal és 235 róm. kath. vallású lakossal. Hajdan szintén a krasznahorkai vár tartozéka volt, melynek uraival e község urai is változtak. Most gr. Andrássy Gézának van itt nagyobb birtoka. Lakosainak legnagyobb része bányászattal foglalkozik. Róm. kath. temploma 1889-ben épült. A község postája, távírója és vasúti állomása Merény.”
A trianoni diktátumig Henclófalva Gömör-Kishont vármegye Rozsnyói járásához tartozott, Lassúpatak pedig Szepes vármegye Iglói járásához.

## Népessége
| Év:            | 1994. | 2004.    | 2014.    | 2024. |
| -------------- | ----- | -------- | -------- | ----- |
| Emberek száma: | 148   | 118      | 101      | 101   |
| Eltérés:       |       | -20,27 % | -14,40 % | +0 %  |

| Év:            | 2023. | 2024. |
| -------------- | ----- | ----- |
| Emberek száma: | 100   | 101   |
| Eltérés:       |       | +1 %  |

Henclófalvának 1910-ben 205, túlnyomórészt szlovák lakosa volt. Lassúpataknak 296, túlnyomórészt szlovák lakosa volt.
2001-ben 125 lakosából 124 szlovák volt.
2011-ben 103 lakosából 101 szlovák.

## Nevezetességei
- Lassúpatak Szent József tiszteletére szentelt, római katolikus temploma 1889 és 1892 között épült eklektikus stílusban.
- Huta úgyszintén Szent József tiszteletére szentelt, római katolikus temploma 1891-ben épült barokk stílusban.
- Szűz Mária születése tiszteletére szentelt kápolnája.
- Az iskola előtt a Szlovák Nemzeti Felkelés emlékműve áll.

## További információk

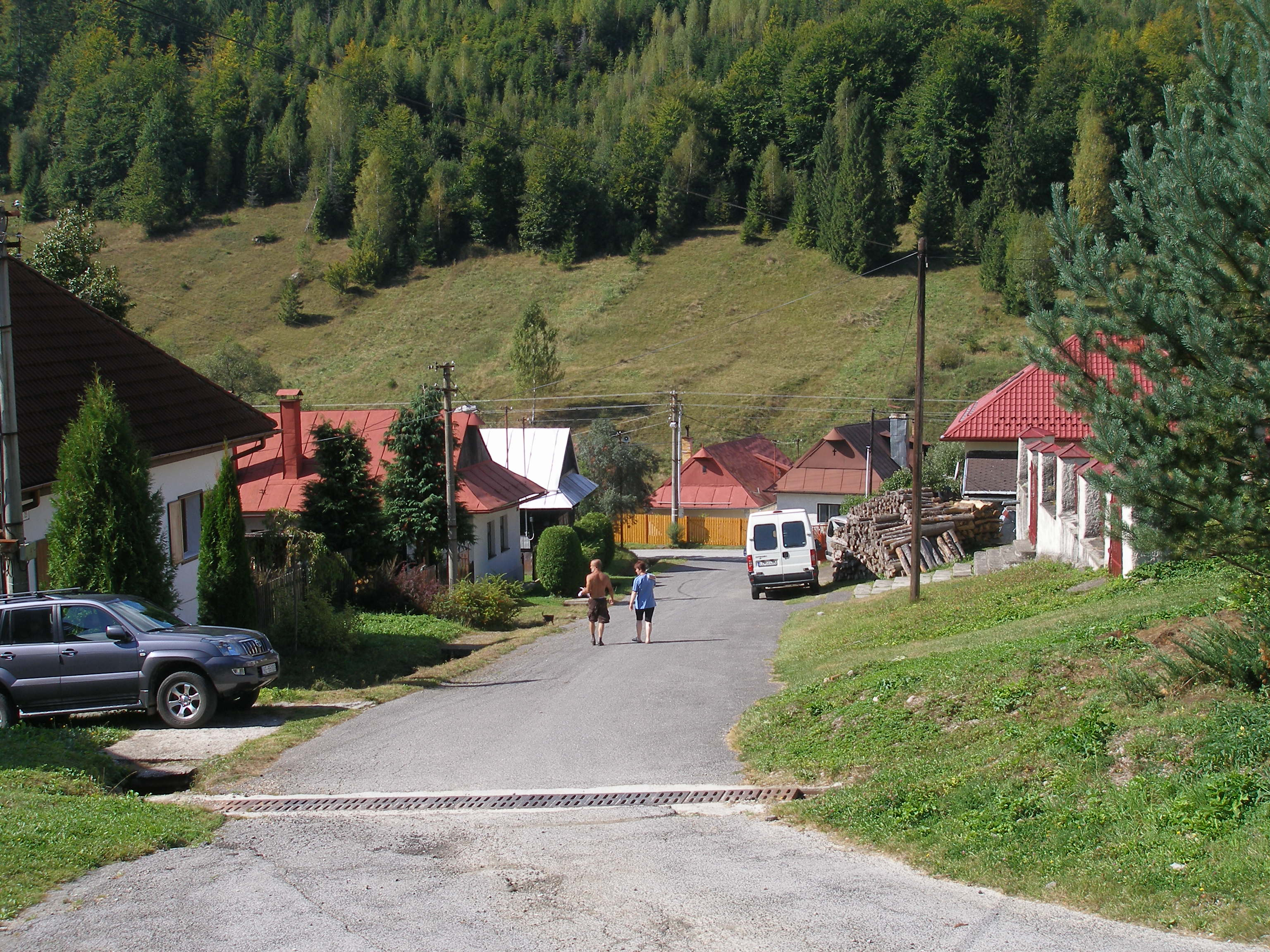
Utcarészlet

## Lásd még
- Lassúpatak